# アーロン・プラット
アーロン・プラット（Aaron Platt、1981年6月9日 - ）はアメリカの映画監督、撮影監督。カリフォルニア州ロサンゼルス在住。
ミュージック・ビデオ、フィーチャー映画、テレビ広告などを手がける。
自主映画監督のキャム・アーチャーと頻繁にコラボレートしている。2006年のサンダンス映画祭でプレミア上映されたアーチャーのフィーチャー映画デビュー作『Wild Tigers I Have Known』は、第22回インディペンデント・スピリット賞で最優秀撮影賞にノミネートされた。インディペンデント・スピリット賞は、映画製作に独特な切り口を試みる先駆者を讃える賞である。第63回カンヌ国際映画祭でプレミア上映されるアーチャーとの最新のコラボレーション作『Shit Year』ではエレン・バーキンとメローラ・ウォルターズが主演している。
ミュージック・ビデオ初監督作品は、ケリ・スカーの2004年のシングル「Haunts Me」である。著名なアーティストではケリー・ヒルソン（「アイ・ライク」）、ワンリパブリック（「アポロジャイズ」）などのミュージック・ビデオを監督している。2006年12月に脚本・監督・撮影をしたワンリパブリック「アポロジャイズ」のミュージック・ビデオは、ワンリパブリックによるミュージック・ビデオ・コンテストの応募作品であった。プラットの作品は準優勝となり、優勝こそ逃したものの、動画共有サイトYouTubeでは評判となり、2008年の時点で2500万ビューを超えた。また「アポロジャイズ」のリミックスの非公式に使用された。2008年のYouTubeの最多視聴ランキングで7位、最多視聴ランキングの音楽部門で5位を獲得した。
コマーシャル作品ではSpike TV、Wii Table Tennis、フィネス シャンプー、State Farm Insurance、AAA（アメリカ自動車協会）、フェニデルマ アフターサンなどがある。

## 受賞およびノミネート作品
- PLUSカメリメージ賞「最優秀撮影賞」ノミネート：コールドプレイ「ストロベリー・スウィング」（2009年）
- 『アメリカン・シネマトグラファー』：ザ・メイン「イントゥ・ユア・アームズ」（2009年）
- 『シュート・マガジン』「ニュー・ディレクターズ・ショーケース」選出：ザ・グリタラティ「キープ・ミー・アップ・オール・ナイト」（2009年）
- アナーバー映画祭「奨励賞」：「ザ・コールド・ワンズ」（2004年）[4]
- インディペンデント・スピリット賞「最優秀撮影賞」ノミネート：『Wild Tigers I Have Known』（2007年）[4]
- サンフランシスコ国際映画祭「最優秀撮影賞」：『The Pacific and Eddy』（2007年）[4]